# Świat Radio
Świat Radio – polski dwumiesięcznik (do 2022 roku miesięcznik) o tematyce krótkofalarskiej, CB, radiotechnicznej, kierowany do wszystkich użytkowników tego rodzaju telekomunikacji, wydawany od roku 1995 przez wydawnictwo AVT.
Czasopismo zostało wyróżnione Odznaką Honorową PZK.
Od 2022 roku ukazuje się jako dwumiesięcznik.

## Stałe działy
- Aktualności
- Test
- Świat KF/UKF
- Świat CB
- Łączność
- Prezentacja
- Wywiad
- Hobby
- Dyplomy
- Forum czytelników
  - Listy
  - Porady